# Шалом

Шалом на иврите

Шало́м (ивр. שָׁלוֹם‎ [ʃaˈloːm]) — слово на иврите, означающее «мир». Слово может означать как «мир между двумя сущностями» (например, между Богом и человеком или между двумя странами), так и «внутренний мир» или «ментальный баланс индивидуума».
Может использоваться в качестве общего приветствия, причём и при встрече, и при прощании.

## Этимология
В основе слова «шалом» находится трёхсогласный корень С-Л-М (ש.ל.ם, шин-ламед-мем), который во многих семитских языках обозначает «полноту, наполненность, здоровье».
Также слово «шалом» используется в качестве имени и фамилии. Например:
- Бен Шалом Бернанке, американский экономист, председатель Федеральной резервной системы США;
- Сильван Шалом, израильский политик;
- Шолом-Алейхем, писатель;
- Шалом Харлоу, канадская супермодель.

Имя Шалом родственно имени Соломон (ивр. שְׁלֹמֹה‎ [ʃ'lomo]). Зачастую это имя носят здания или организации, например: синагога Бейт-Шалом в Шпайере (Германия), синагога Неве-Шалом в Стамбуле и газета «Шалом», издаваемая там же на турецком и ладино. Также часто встречается использование этого слова в названиях магазинов и организаций, например: магазин товаров из Израиля «Шалом Алейхем».